# Alpinia mollissima
Alpinia mollissima là một loài thực vật có hoa trong họ Gừng. Loài này được Ridl. mô tả khoa học đầu tiên năm 1925.